# Spaniens Grand Prix 2024
Spaniens Grand Prix 2024, officiellt Formula 1 Aramco Gran Premio de España 2024, var ett Formel 1-lopp som kördes den 23 juni 2024 på Circuit de Barcelona-Catalunya i Montmeló i Spanien. Loppet var det tionde loppet ingående i Formel 1-säsongen 2024 och kördes över 66 varv.

## Ställning i mästerskapet före loppet
| Pos. | Förare            | Poäng |
| ---- | ----------------- | ----- |
| 1 ▬  | Max Verstappen    | 194   |
| 2 ▬  | Charles Leclerc   | 138   |
| 3 ▬  | Lando Norris      | 131   |
| 4 ▬  | Carlos Sainz, Jr. | 108   |
| 5 ▬  | Sergio Pérez      | 107   |

| Pos. | Konstruktör           | Poäng |
| ---- | --------------------- | ----- |
| 1 ▬  | Red Bull              | 301   |
| 2 ▬  | Ferrari               | 252   |
| 3 ▬  | McLaren-Mercedes      | 212   |
| 4 ▬  | Mercedes              | 124   |
| 5 ▬  | Aston Martin-Mercedes | 58    |

- Notering: Endast de fem bästa placeringarna i vardera mästerskap finns med på listorna.

## Kvalet
Kvalet kördes den 22 juni 2024 klockan 16:00 lokal tid (UTC+2).
Logan Sargeant var i vägen för Lance Stroll under första kvalrundan (Q1). Sargeant fick tre platsers nedflyttning som straff. Oscar Piastris varvtid 1:12.542 under tredje kvalrundan (Q3) raderades för att han varit utanför banans gränser i kurva 10. Lando Norris slog mästerskapsledaren Max Verstappen till pole position med 0.020 sekunder.
| Pos.                    | Nr. | Förare           | Konstruktör                  | Kvaltider | Kvaltider | Kvaltider | Start- grid |
| Pos.                    | Nr. | Förare           | Konstruktör                  | Q1        | Q2        | Q3        | Start- grid |
| ----------------------- | --- | ---------------- | ---------------------------- | --------- | --------- | --------- | ----------- |
| 1                       | 4   | Lando Norris     | McLaren-Mercedes             | 1:12.386  | 1:11.872  | 1:11.383  | 1           |
| 2                       | 1   | Max Verstappen   | Red Bull Racing-Honda RBPT   | 1:12.306  | 1:11.653  | 1:11.403  | 2           |
| 3                       | 44  | Lewis Hamilton   | Mercedes                     | 1:12.143  | 1:11.792  | 1:11.701  | 3           |
| 4                       | 63  | George Russell   | Mercedes                     | 1:12.456  | 1:11.812  | 1:11.703  | 4           |
| 5                       | 16  | Charles Leclerc  | Ferrari                      | 1:12.257  | 1:12.038  | 1:11.731  | 5           |
| 6                       | 55  | Carlos Sainz Jr. | Ferrari                      | 1:12.403  | 1:11.874  | 1:11.736  | 6           |
| 7                       | 10  | Pierre Gasly     | Alpine-Renault               | 1:12.651  | 1:12.079  | 1:11.857  | 7           |
| 8                       | 11  | Sergio Pérez     | Red Bull Racing-Honda RBPT   | 1:12.477  | 1:12.054  | 1:12.061  | 11          |
| 9                       | 31  | Esteban Ocon     | Alpine-Renault               | 1:12.691  | 1:12.109  | 1:12.125  | 8           |
| 10                      | 81  | Oscar Piastri    | McLaren-Mercedes             | 1:12.460  | 1:12.011  | Ingen tid | 9           |
| 11                      | 14  | Fernando Alonso  | Aston Martin Aramco-Mercedes | 1:12.505  | 1:12.128  | N/A       | 10          |
| 12                      | 77  | Valtteri Bottas  | Kick Sauber-Ferrari          | 1:12.758  | 1:12.227  | N/A       | 12          |
| 13                      | 27  | Nico Hülkenberg  | Haas-Ferrari                 | 1:12.708  | 1:12.310  | N/A       | 13          |
| 14                      | 18  | Lance Stroll     | Aston Martin Aramco-Mercedes | 1:12.881  | 1:12.372  | N/A       | 14          |
| 15                      | 24  | Zhou Guanyu      | Kick Sauber-Ferrari          | 1:12.880  | 1:12.738  | N/A       | 15          |
| 16                      | 20  | Kevin Magnussen  | Haas-Ferrari                 | 1:12.937  | N/A       | N/A       | 16          |
| 17                      | 22  | Yuki Tsunoda     | RB-Honda RBPT                | 1:12.985  | N/A       | N/A       | 17          |
| 18                      | 3   | Daniel Ricciardo | RB-Honda RBPT                | 1:13.075  | N/A       | N/A       | 18          |
| 19                      | 23  | Alexander Albon  | Williams-Mercedes            | 1:13.153  | N/A       | N/A       | PL          |
| 20                      | 2   | Logan Sargeant   | Williams-Mercedes            | 1:13.509  | N/A       | N/A       | 19          |
| 107 %-gränsen: 1:17.193 |     |                  |                              |           |           |           |             |
| Källor:                 |     |                  |                              |           |           |           |             |